# سبزیجات چلیپایی

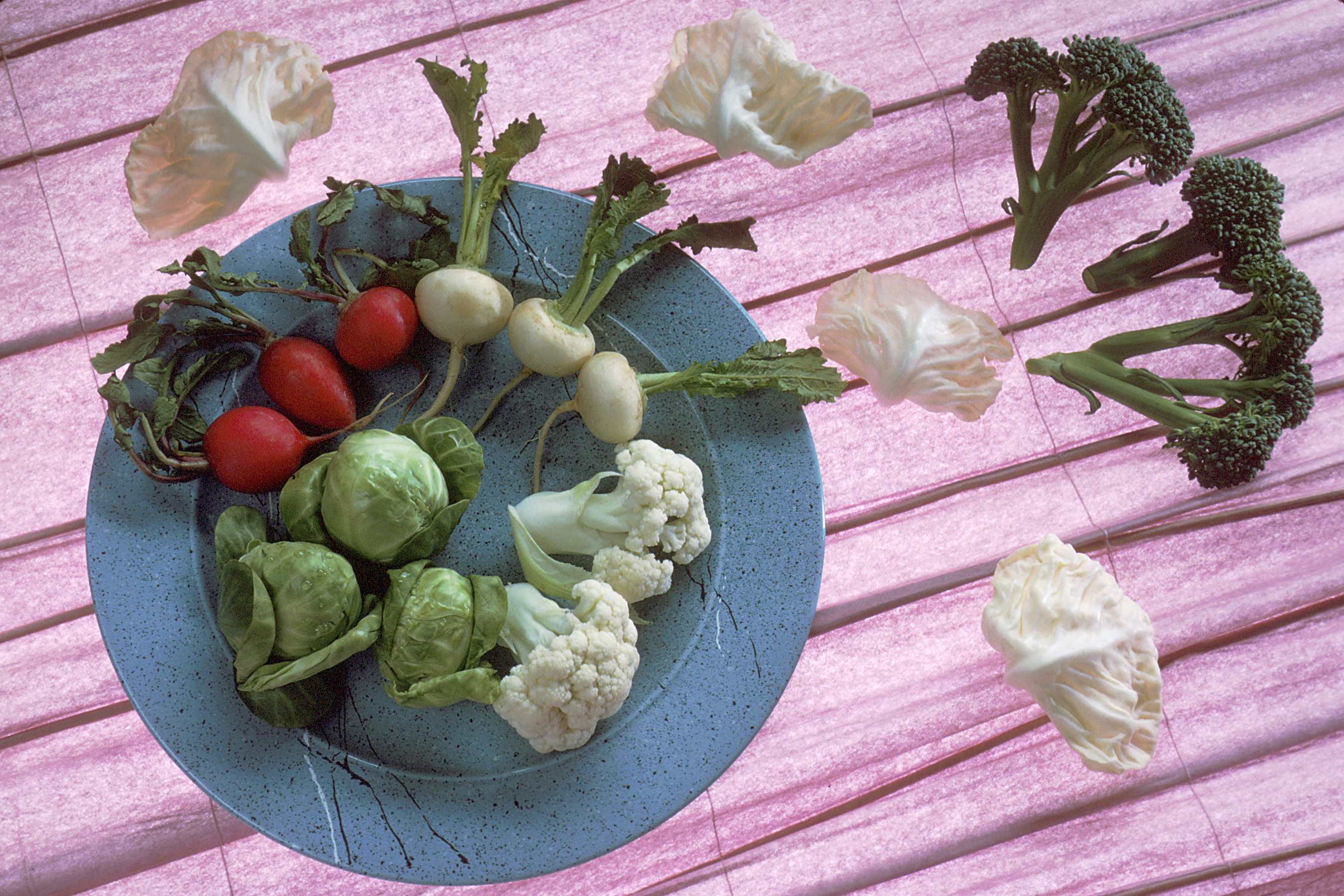

سبزیجات چلیپائی یا سبزیجات صلیبی یا سبزیجات کروسیفروس به عنوان گیاهان خوراکی، در علم تغذیه، گروه بزرگ از گیاهان متنوع هستند و دارای طعم‌های قوی هستند. از این واژه به اصطلاح لاتین صلیب گرفته شده‌است زیرا شکوفه‌های این گیاهان شبیه به صلیب است.
انواع کلم‌ها به این دلیل چلیپایی نامگذاری شده‌اند که گل آنها شبیه صلیب هستند.
در مقاله‌های عمومی، معمولاً منظور کلم بروکلی، جوانه بروکسل، کلم، گل کلم و کیل (kale) هستند.
از نظر گیاه‌شناسی، تیره گیاهی آنها شب‌بویان است (برا اطلاعات گیاه‌شناسی، و نه به عنوان غذا، به مدخل شب‌بویان مراجعه کنید).

## انواع
از نظر فنی، سبزیجات صلیبی رده وسیعتری شامل موارد زیر هستند:
آرگولا، بوک چوی، کلم چینی
، کلم بروکلی
، جوانه بروکسل
، کلم
، گل کلم
، تربچه
، شلغم
، واسابی
، کلم برگ یا کِیل (kale)
، خردل، شلغم، ماکا، و غیره (برای لیست کامل تر گونه‌ها، به ویکی‌پدیای انگلیسی همین مدخل en:Cruciferous vegetables مراجعه کنید).

## پژوهش
نتایج مطالعات نشان می‌دهد بین ضخیم شدن عروق گردن، شدت تشکیل پلاک میکروبی در عروق (آتروما) و مصرف سبزی‌جات ارتباط وجود دارد.
محققان به این نتیجه رسیدند زنان مسنی که سبزی‌جات چلیپایی بیشتر مصرف می‌کنند دارای عروق کاروتید سالم‌تری هستند.
سبزی‌های چلیپایی سرشار از ویتامین‌های A و C، بتاکاروتن و الیاف بوده و نیز مملو از ایندول، ایزول، ایزوتیوسیانیت و سولفورافن هستند که همگی جزو فیتوکمیکال‌ها (مواد مرکب گیاهی) قوی ضد سرطان شناخته شده‌اند (پایینتر را ببینید).

### پژوهش‌های تخصصی
مصرف سبزیجات آلیاژی و چلیپایی ممکن است باعث ایجاد ترانسفراز-S گلوتاتیون، ترانسفراز اوریدین دی‌فسفات-گلوکورونوزیل و ردوکتازهای کینون شود که همگی به‌طور بالقوه در سم‌زدایی مواد سرطان زا مانند آفلاتوکسین نقش دارند. مصرف زیاد سبزیجات چلیپایی خطر بالقوه آلرژی و تداخل با داروهایی مانند وارفارین و سمیت ژنی دارد.
سبزیجات چلیپایی حاوی گلوکوزینولات‌ها هستند، که تحت توانایی تحقیق در مورد تأثیر بر سرطان تحت تحقیق هستند. گلوکوزینولات‌ها به هیدرولیز ایزوتیوسیانات (ITCS) توسط میروسیناز (myrosinase). کمک می‌کنند ITC در حال بررسی است برای اثرات شیمیایی و پیشگیری از شیمی درمانی. به عنوان مثال، یافته‌ها نشان می‌دهد که ایزوتیوسیانات فنتیل ITC باعث کاهش سطح آنکو پروتئین MCL1 می‌شود.
تحقیقات دیگر در شرایط لوله آزمایش (in vitro) نشان می‌دهد که ITC می‌تواند بر سطح پروتئین همجوشی BCR-ABL، آنکو پروتئین فعال در سرطان خون تأثیر بگذارد.

### موارد منع مصرف
اگرچه سبزیجات چلیپایی به‌طور کلی برای مصرف انسان بی خطر هستند، اما افرادی که آلرژی یا حساسیت خاصی به یک گیاه خاص براسیکا دارند یا کسانی که از داروهای ضد انعقادی استفاده می‌کنند، باید محتاط باشند.